# David Mrůzek
David Mrůzek es un deportista checo que compitió en piragüismo en la modalidad de eslalon.
Ganó una medalla de oro en el Campeonato Mundial de Piragüismo en Eslalon de 2007 y dos medallas en el Campeonato Europeo de Piragüismo en Eslalon, oro en 2009 y plata en 2007.

## Palmarés internacional
| Campeonato Mundial | Campeonato Mundial             | Campeonato Mundial | Campeonato Mundial |
| Año                | Lugar                          | Medalla            | Competición        |
| ------------------ | ------------------------------ | ------------------ | ------------------ |
| 2007               | Foz do Iguaçu (Brasil)         | Medalla de oro     | C2 por equipos     |
| Campeonato Europeo |                                |                    |                    |
| Año                | Lugar                          | Medalla            | Competición        |
| 2007               | Liptovský Mikuláš (Eslovaquia) | Medalla de plata   | C2 por equipos     |
| 2009               | Nottingham (Reino Unido)       | Medalla de oro     | C2 por equipos     |